# Nivation
Nivation är den erosion av berggrunden som sker under eller intill kanten av en snö- eller ismassa, t. ex. en glaciär. Denna erosionstyp uppstår främst genom omväxlande upptining och frysning och kan leda till bildandet av en nisch – en halvcirkelformad inskärning med branta kanter uppe på en bergsida.
Nivation har kommit att innefatta olika delprocesser som rör snöfläckar som kan vara fasta eller semipermanenta. Dessa delprocesser innefattar erosion (om någon), eller initiering av erosion, vittring, och smältvattenflöde under snönlagret.
Vikten av de processer som omfattas av begreppet nivation, beträffande utvecklingen av periglaciala landskap, har ifrågasatts av forskare, och användningen av termen är diskutabel i detta sammanhang.